# جويل كلاين (رجل أعمال)
جويل كلاين (بالإنجليزية: Joel Kline)‏ هو شخصية أعمال أمريكي، ولد في 1939.